# Chemnitz-Yorckgebiet
Das Yorckgebiet ist ein östlicher Stadtteil von Chemnitz. Er ist nach der gleichnamigen Großwohnsiedlung benannt, die von 1970 bis 1974 als Wohngebiet „Yorckstraße“ auf Gablenzer Flur zwischen der nahe dem Zeisigwald gelegenen Siedlung am Drosselweg, der Eubaer, Augustusburger und Yorckstraße errichtet wurde. Die Planung dieser Siedlung hatte der Stadtarchitekt Nikolaus Griebel inne. Der heutige Stadtteil umfasst jedoch auch einige Straßenzüge mit älterer Bebauung, insbesondere entlang der Heinrich-Schütz-Straße und der Zeisigwaldstraße.

## Wohnlage
Viele fünf- und neungeschossige Plattenbauten, aber auch Garten- und Grünanlagen sowie Einfamilienhäuser prägen diesen ruhigen Stadtteil. Im Gegensatz zu vielen anderen durch Plattenbauten dominierte Viertel ist der Wohnungsleerstand im Yorckgebiet relativ gering. Gleiches gilt auch für die Kriminalitätsrate.
Der angrenzende Zeisigwald bietet den Chemnitzern viele Möglichkeiten zur Erholung und sportlichen Betätigung (Wandern, Joggen, Mountainbiking, Nordic Walking und ähnliches). Die beiden Hauptstraßen Yorckstraße und Fürstenstraße bilden die Hauptverkehrswege in diesem Viertel. Der Sportverein USG Chemnitz ist hier ansässig.
Das New-Yorck-Center und die Yorckarcaden sind die beiden Einkaufszentren in diesem Stadtteil.
Ein Teil des Yorckgebietes wird in Chemnitz umgangssprachlich als Yorckmassiv bezeichnet. Dort existieren noch viele aneinander gereihte – teilweise unsanierte – Plattenbauten.

## Nahverkehr
Das Yorckgebiet ist sehr gut an das Chemnitzer Nahverkehrsnetz angeschlossen. Es ist erreichbar mit den Buslinien 31, 51, E51, 83 sowie N12 des Nachtnetzes. Unmittelbar südlich des Stadtteils Yorckgebiet, jedoch im Gebiet des benachbarten Stadtteils Gablenz verkehrt auch die Straßenbahnlinie 5.

## Gesundheit
Im Stadtteil „Yorckgebiet“ befinden sich Einrichtungen des Gesundheitswesens und Pflegeeinrichtungen, so z. B. die Zeisigwaldkliniken Bethanien Chemnitz.

## Bildungseinrichtungen
Im Stadtteil Yorckgebiet befinden sich einige Schulen. Unter anderem die A.-S.-Makarenko-Grundschule sowie die Montessori-Schule. Wenige Meter (circa 5 Minuten Gehzeit) vom Yorckgebiet entfernt im benachbarten Stadtteil Sonnenberg befindet sich das Johannes-Kepler-Gymnasium.

## Trivia
Das Yorckgebiet ist einer von nur zwei Orten in Deutschland, deren Name mit einem Y beginnt.

## Bilder

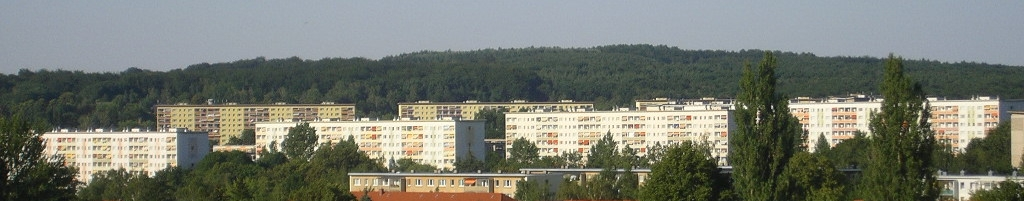
Blick auf das Yorckgebiet – im Hintergrund der Zeisigwald.
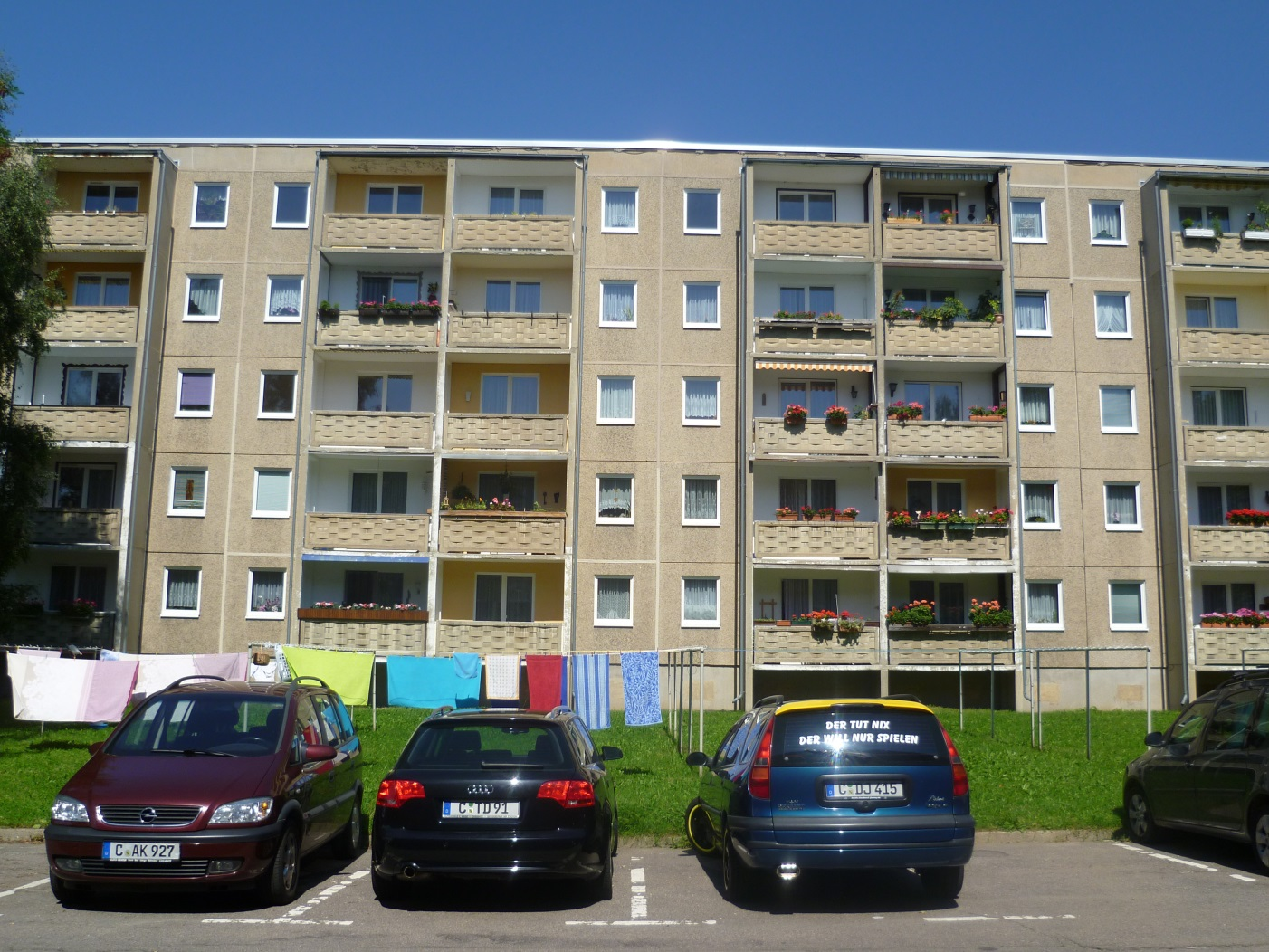
Wenig Leerstand trotz unsanierter Gebäude
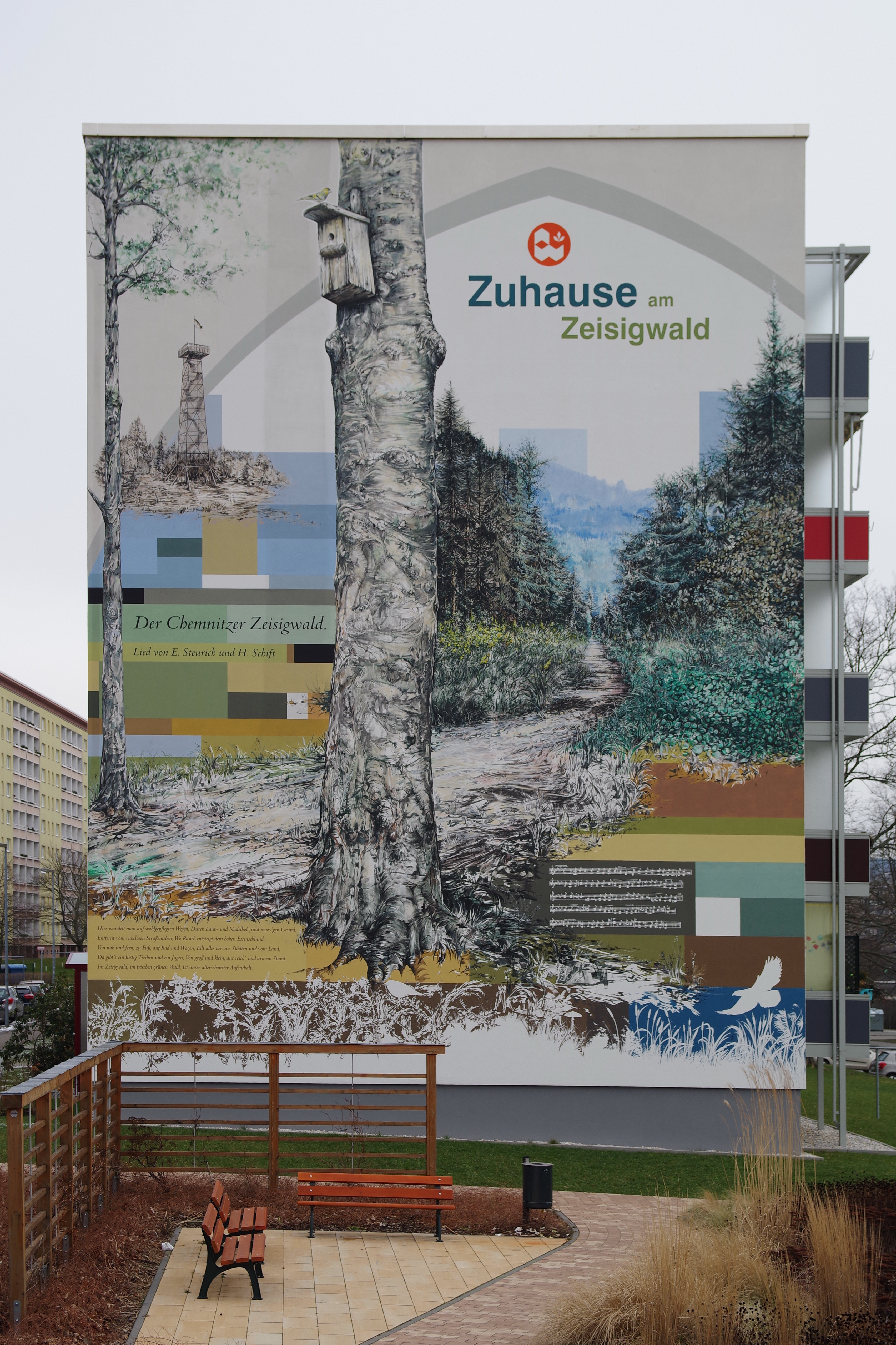
Wandbild mit Motiven des Zeisigwaldes
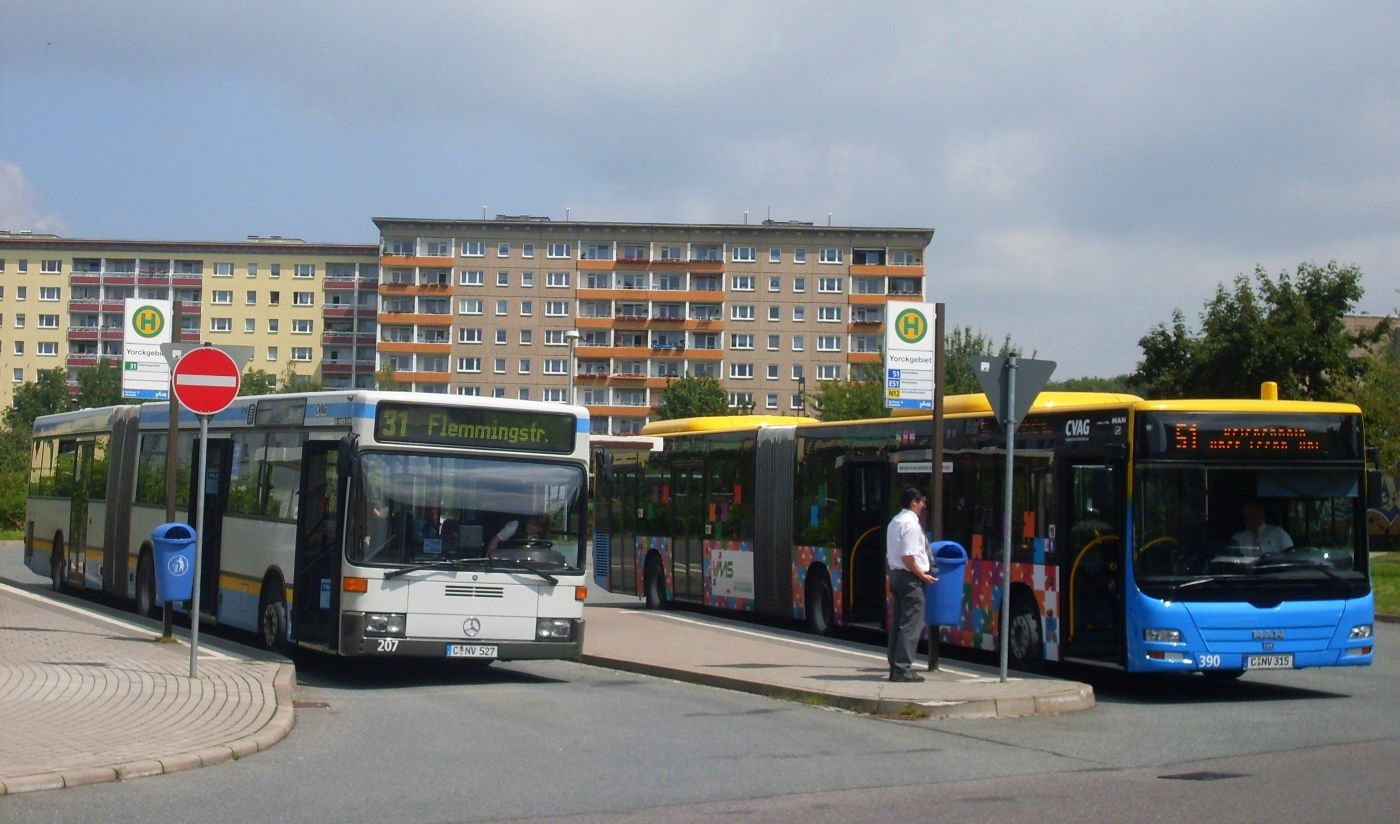
Buswendeschleife an der Fürstenstraße
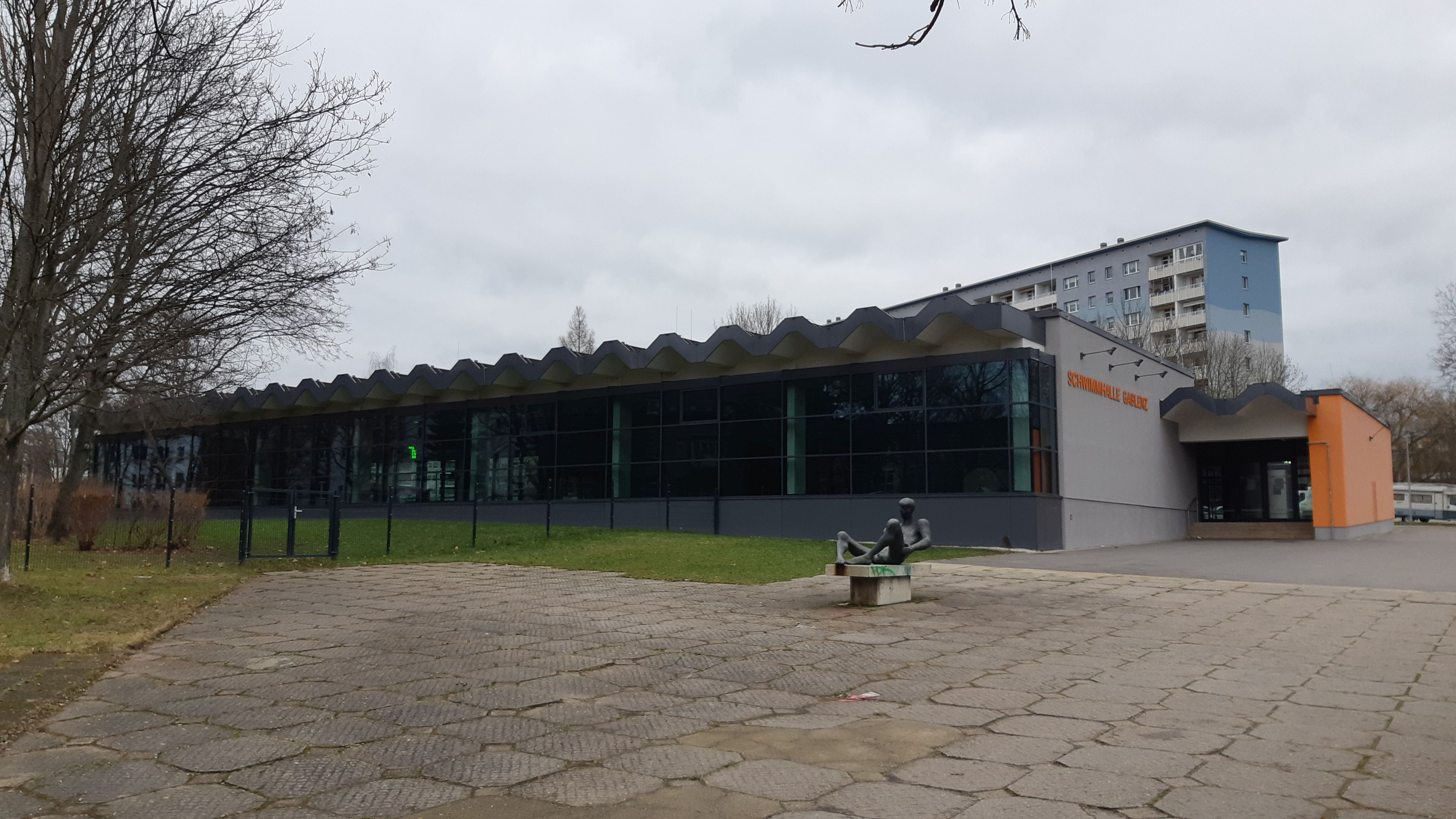
Die „Schwimmhalle Gablenz“ an der Augustusburger Straße befindet sich im äußersten Südwesten des Stadtteils Yorckgebiet
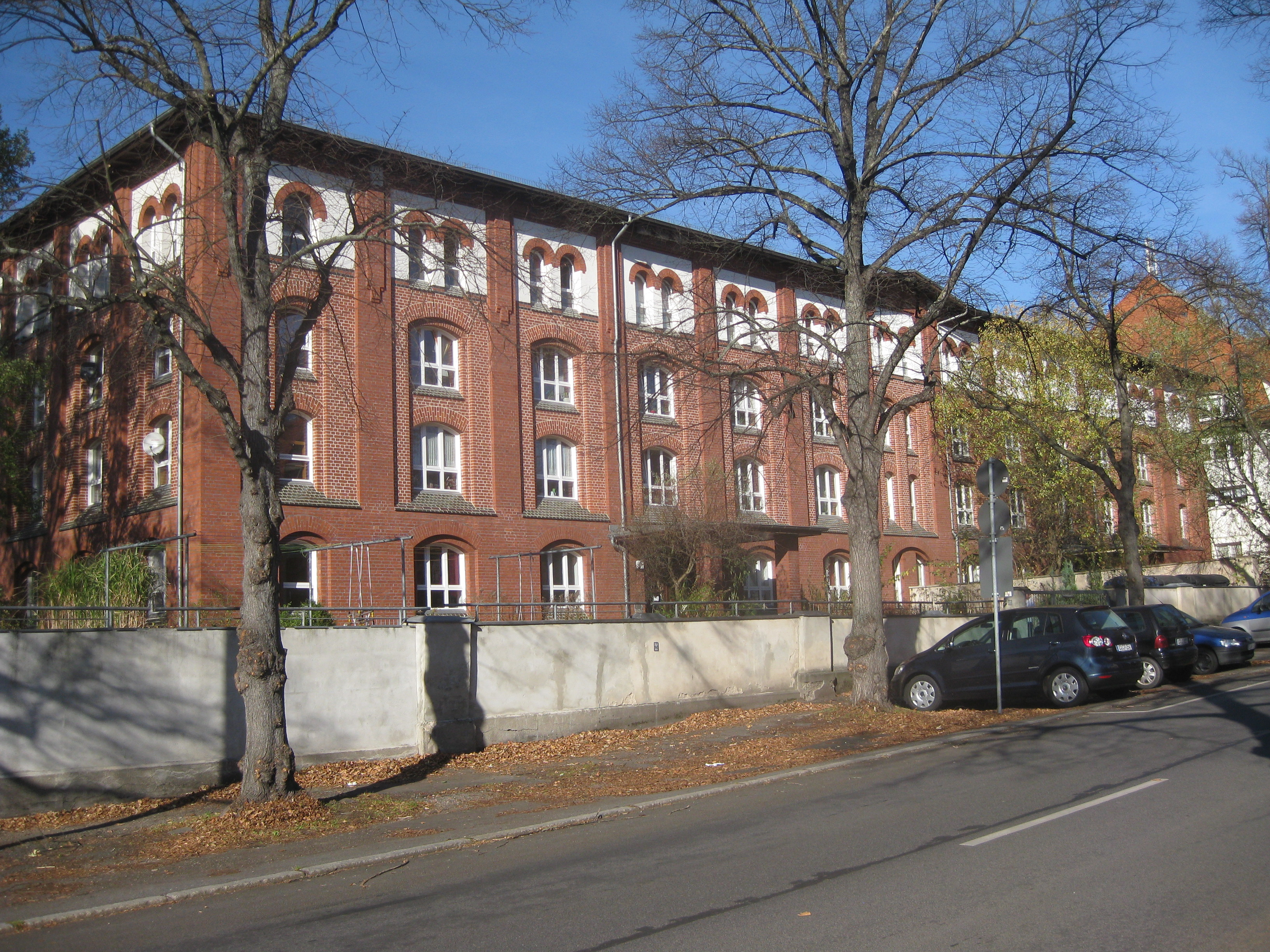
Die letzten Gebäude der ehemaligen Kaserne